# Juliano Mer-Khamis
Juliano Mer-Khamis (in arabo جوليانو مير خميس‎?; in ebraico ג'וליאנו מֵר חמיס‎?; Nazareth, 29 maggio 1958 – Jenin, 4 aprile 2011) è stato un attore, attivista, regista e sceneggiatore palestinese con cittadinanza israeliana.

## Biografia

### Origini
Nacque a Nazareth, in Israele, con il nome di Juliano Khamis, da Arna Mer, comunista ebrea israeliana, antisionista e vincitrice nel 1993 del Right Livelihood Award, e di Saliba Khamis, arabo israeliano di religione cristiana, uno tra i leader del Partito comunista israeliano negli anni 1960.
Decise di aggiungere al proprio cognome quello materno ebraico per poter entrare nell'esercito israeliano. Ha servito anche nelle forze di difesa di Israele, nella brigata di paracadutisti Hativat HaTzanhanim (in ebraico חֲטִיבַת הַצַּנְחָנִים‎?). In un'intervista concessa nel 2009 alla radio dell'esercito israeliano, Mer-Khamis disse delle sue origini "Sono al cento per cento Palestinese e al cento per cento Ebreo."

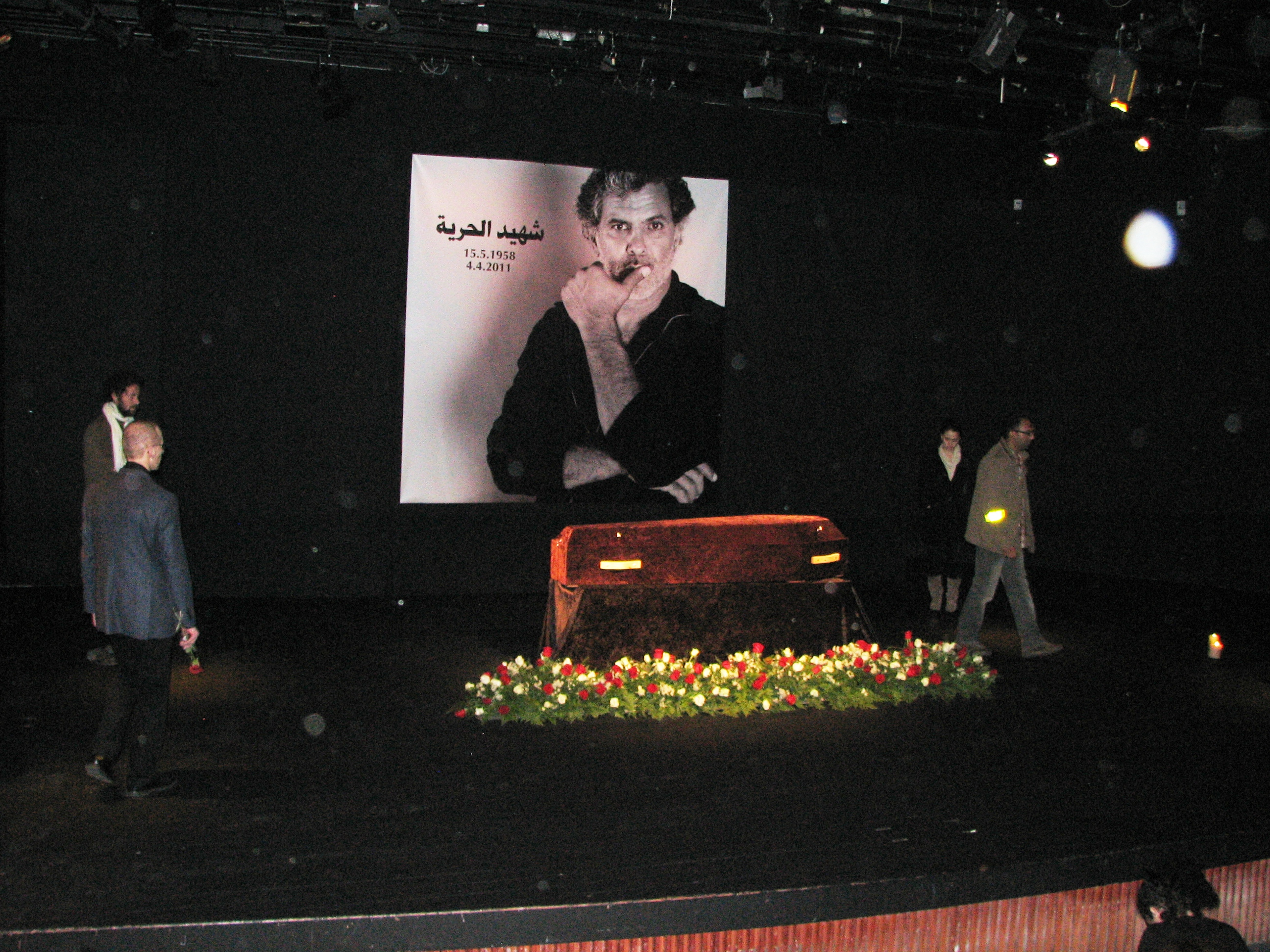
Immagine dai funerali di Mer-Khamis

### Attivismo
Direttore del Teatro della Libertà di Jenin, Mer-Khamis era noto per il suo attivismo politico nel conflitto israelo-palestinese, con dure prese di posizione nei confronti della occupazione dei territori in Palestina e della politica dello stato di Israele in materia di insediamenti nelle zone occupate.

### Assassinio
Mer-Khamis è stato assassinato a Jenin, il 4 aprile 2011, colpito alla testa da colpi di arma da fuoco sparatigli da un uomo mascherato. L'Autorità Nazionale Palestinese ha in seguito arrestato Mujahed Qaniri, un militante di Hamas considerato responsabile dell'omicidio; come per Vittorio Arrigoni, ucciso solo due settimane dopo, l'ala più radicale dei militanti palestinesi non avrebbe infatti gradito l'attività pacifista e interculturale svolta da Mer-Khamis nei territori occupati.